# Associació de Futbol del Sudan
L'Associació de Futbol del Sudan (en àrab الإتحاد السوداني لكرة القدم, al-Ittiḥād as-Sūdānī li-Kurat al-Qadam, «Unió Sudanesa de Futbol») és la institució que regeix el futbol al Sudan. Agrupa tots els clubs de futbol del país i es fa càrrec de l'organització de la Lliga sudanesa de futbol i la Copa. També és titular de la Selecció de futbol del Sudan absoluta i les de les altres categories. Té la seu a Khartoum.
Va ser formada el 1936. Juntament amb Egipte, Etiòpia i Sud-àfrica, fou un dels membres fundadors de la CAF el 1957. La FIFA suspengué les activitats de la federació el 30 de juny de 2017. La suspensió fou aixecada el 13 de juliol de 2017.
- Afiliació a la FIFA: 1948
- Afiliació a la CAF: 1957
- Afiliació a la UAFA: 1978